# Semaphore Flag Signaling System
Semaphore Flag Signaling System (SFSS) – humorystyczny Request for Comments dotyczący przenoszenia ruchu internetowego (protokołu IP) poprzez alfabet semaforowy.
Został on opisany w RFC 4824 ↓, opublikowanym 1 kwietnia 2007 roku przez Internet Engineering Task Force. Jest jednym z wielu primaaprilisowych RFC.

## Implementacja
Implementacja referencyjna protokołu IP poprzez SFSS została wykonana przez autorów RFC w ramach projektu Talking the Fish. Wysłano e-maila, używając protokołu SMTP i alfabetu semaforowego jako nośnika.